# سیستم معاملات جایگزین
سیستم معاملات جایگزین (انگلیسی: Alternative trading system) در دانش مالی عبارت است از یک سیستم معاملاتی مستقل از مکان فیزیکی بازار بورس اوراق بهادار، که با هدف تطبیق سفارش‌های خریداران و فروشندگان، از طریق واسطه‌ها و نمایندگی‌ها طراحی می‌شود. سیستم‌های معاملات جایگزین شبکه‌هایی هستند که به‌طور الکترونیکی بین خریداران و فروشندگان بالقوه اوراق بهادار، ارتباط برقرار می‌کنند و بر اساس معیارهای تعریف شده از سوی آن‌ها، معاملات را انجام می‌دهند.